# Rue du 8-Mai-1945 (Argenteuil, Val-d'Oise)
Pour les articles homonymes, voir Rue du 8-Mai-1945.
La rue du 8-Mai-1945 est la plus ancienne voie de communication d'Argenteuil dans le Val-d'Oise.

## Situation et accès

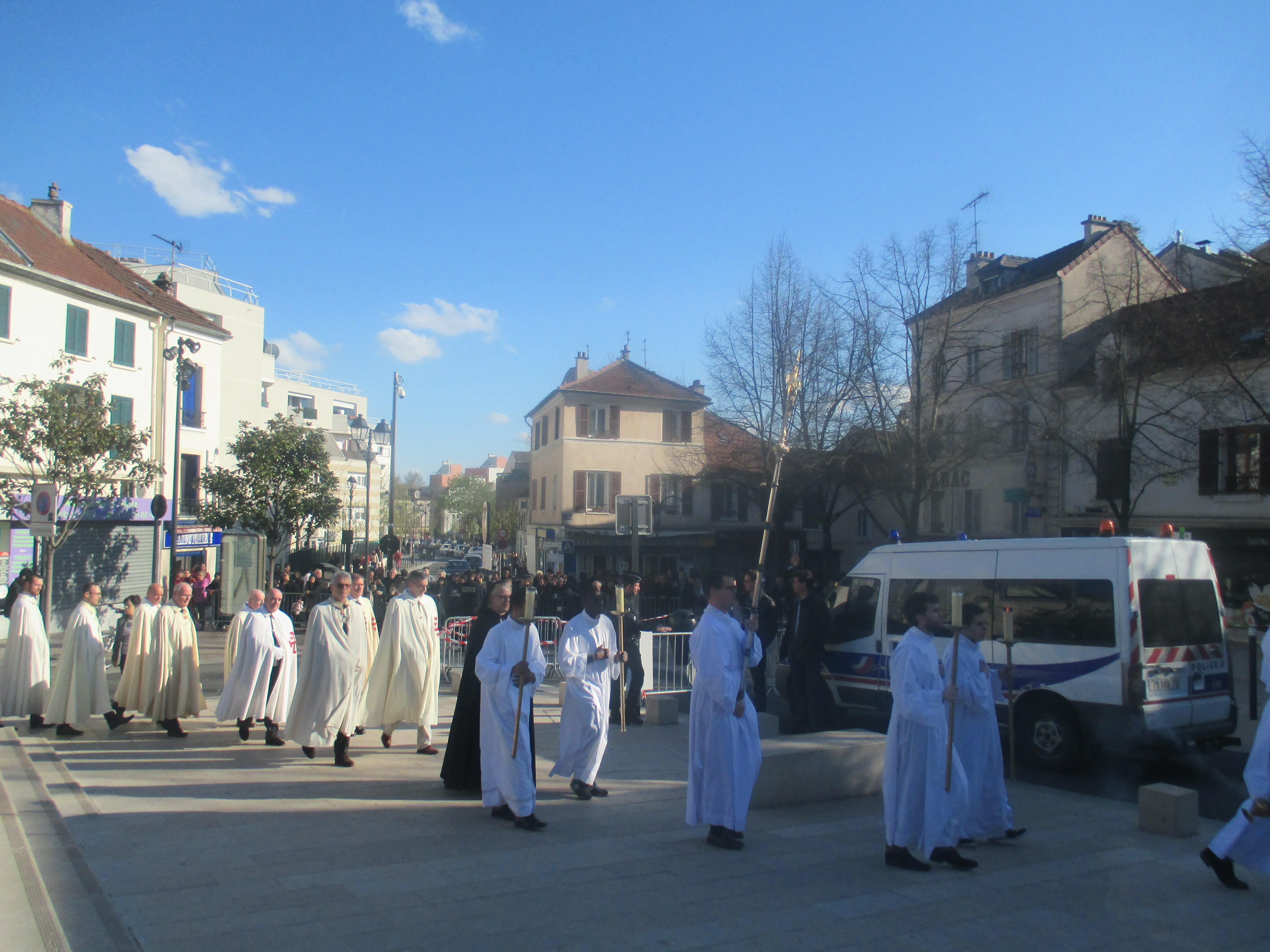
Procession de la Tunique d'Argenteuil en 2016.

Cette rue du centre historique de la ville est accessible par la gare d'Argenteuil, sur la ligne de Paris-Saint-Lazare à Mantes-Station par Conflans-Sainte-Honorine et la ligne de Paris-Saint-Lazare à Ermont - Eaubonne.
Partant de la place Jean-Eurieult (anciennement place de l'Église), au carrefour de la rue Henri-Barbusse et de la rue Paul-Vaillant-Couturier, elle se dirige vers le sud, longe la place Georges-Braque, passe la rue Notre-Dame et la rue des Saints-Pères, et s'arrête au boulevard Héloïse, autrefois appelée quai de Seine, et tracée sur un ancien bras du fleuve remblayé au XIXe siècle.

## Origine du nom
La date du 8 mai 1945 commémore la date de la capitulation de l'armée allemande au cours de la Seconde Guerre mondiale. Ce nom lui a été attribué en 1964.

## Historique

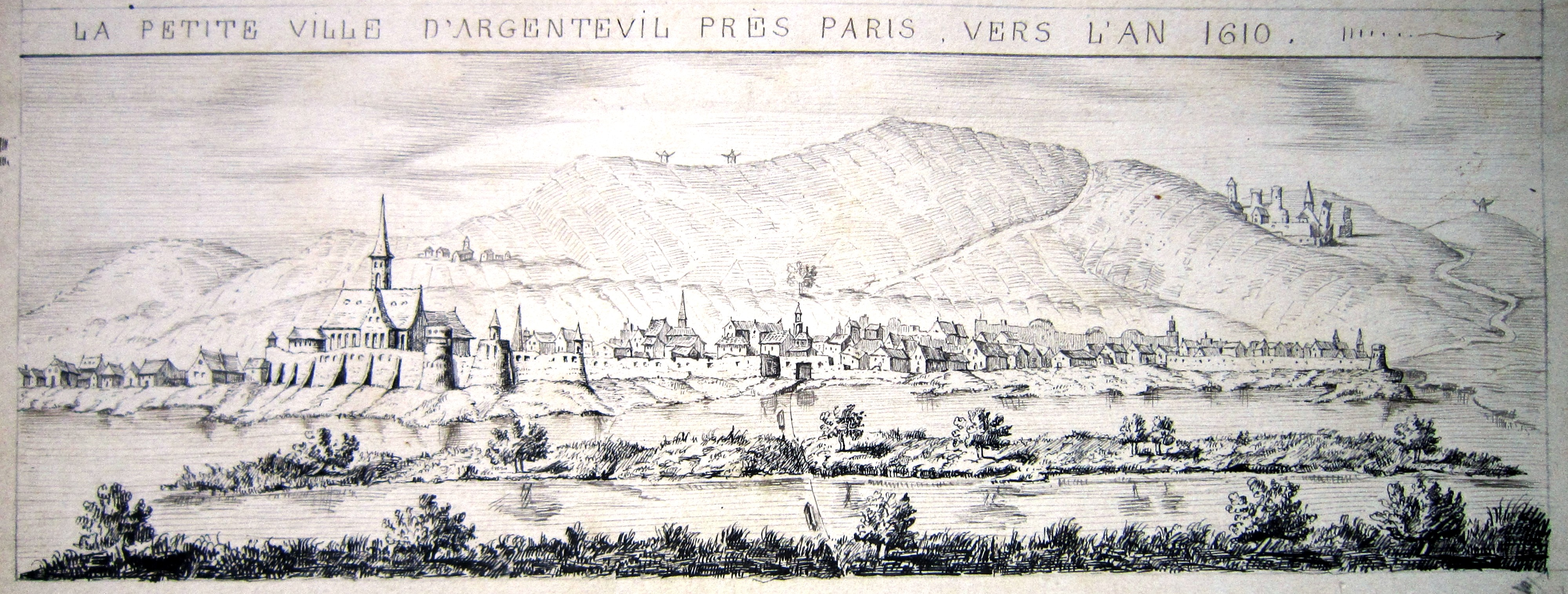
Argenteuil vers 1610

Jusqu'au XVIIe siècle, le tracé de la rue de la Chaussée longe le rempart ouest de l'abbaye dont le portail de l'abbatiale s'ouvre sur celle-ci. Elle définit alors une des limites de l'agglomération avant de devenir ensuite une des voies d'accès au port fluvial.
En 1859, on trouvait un puits au milieu de cette rue, et la chapelle Saint-Jean servait de cellier. La rue, couverte depuis fort longtemps d'un pavage dont elle tire son nom, et qui en faisait une des voies les plus aisément carrossables de la commune, fut réparée vers 1808, et son blocage grossier remplacé par des pavés en grès
.
Sur son tracé, elle rencontrait la rue de Richy qui faisait face à la rue des Rosiers, absorbée par la place Georges-Braque, puis la rue de Richy, toutes trois disparues. Au croisement de la rue des Saint-Pères se trouvait la place du Marché, au-delà duquel elle prit le nom de rue des Boucheries.
Au quai de Seine, se trouvait un bac permettant de franchir le fleuve.

## Bâtiments remarquables et lieux de mémoire

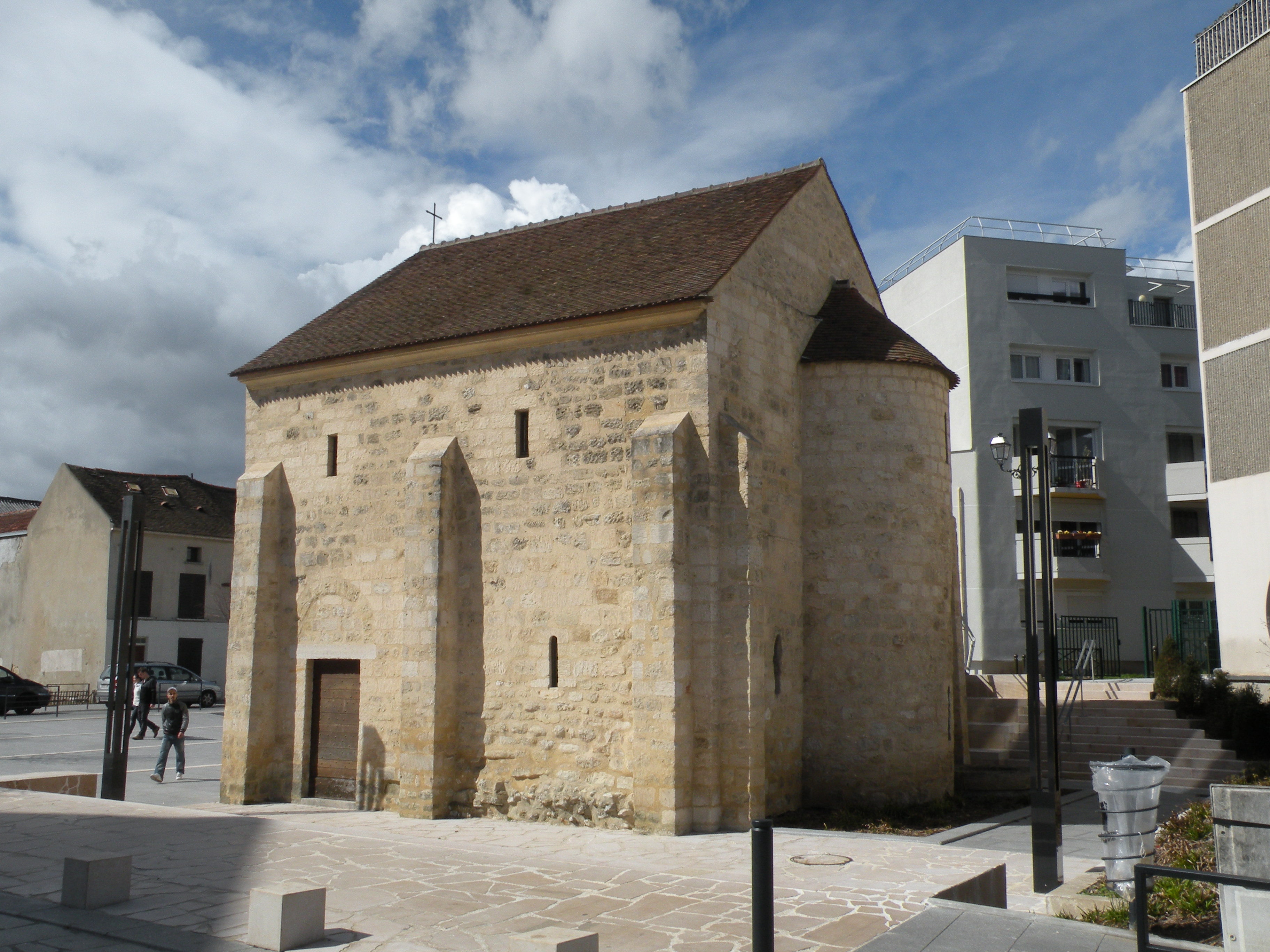
Chapelle Saint-Jean-Baptiste, 2016.

- Ancienne abbaye Notre-Dame d'Argenteuil, fondée en 1003.
- Basilique Saint-Denys d'Argenteuil, construite en 1862.
- Chapelle Saint-Jean, à l'angle de la rue Notre-Dame[5], dépendance de l’abbaye Notre-Dame, représentative de l'art roman en Île-de-France.

## Voir aussi

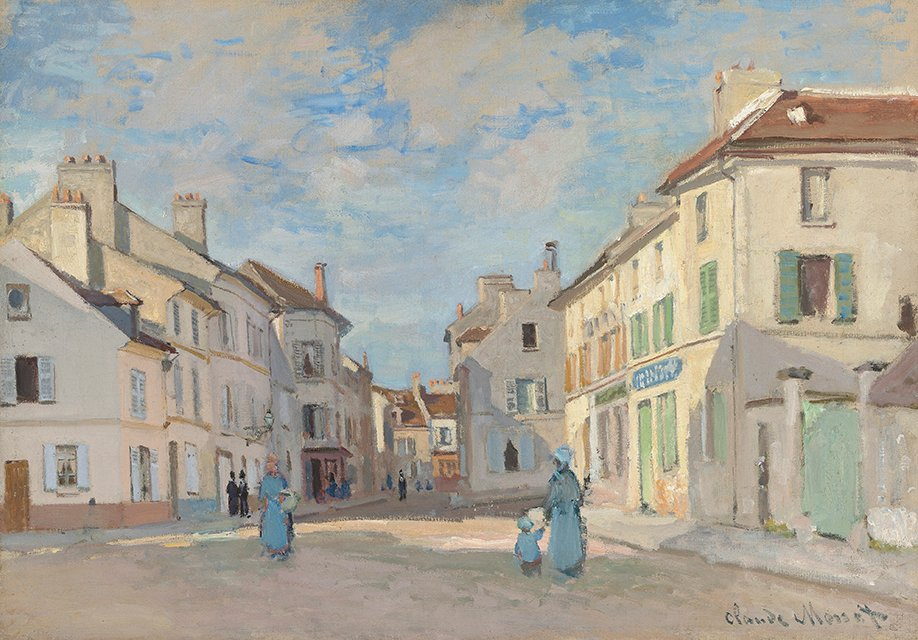
L'ancienne rue de la Chaussée, Argenteuil par Claude Monet.
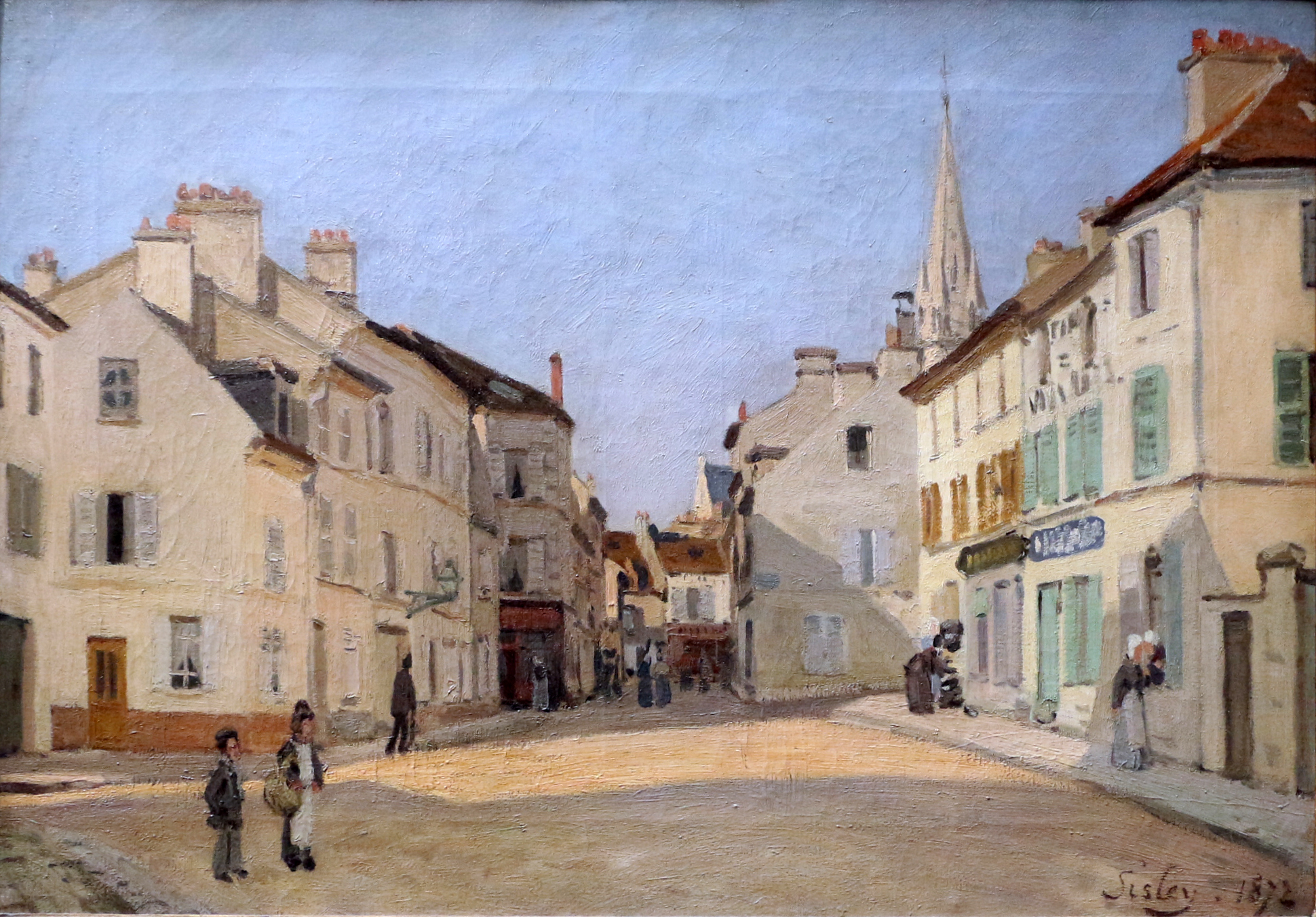
Rue de la Chaussée, Alfred Sisley.